# Заячья (приток Волманги)
Заячья — река в России, протекает в Опаринском районе Кировской области. Устье реки находится в 23 км по левому берегу реки Волманга. Длина реки составляет 10 км.
Исток реки в лесу в 47 км юго-западнее посёлка Маромица. Река течёт на восток по ненаселённому лесу.

## Данные водного реестра
По данным государственного водного реестра России относится к Камскому бассейновому округу, водохозяйственный участок реки — Вятка от города Киров до города Котельнич, речной подбассейн реки — Вятка. Речной бассейн реки — Кама.
Код объекта в государственном водном реестре — 10010300312111100035249.